# Amedeo van België
Amedeo Maria Joseph Carl Pierre Philippe Paola Marcus d'Aviano (Sint-Lambrechts-Woluwe, 21 februari 1986), prins van België, aartshertog van Oostenrijk, is de zoon van aartshertog Lorenz van Oostenrijk-Este en prinses Astrid van België.

## Jeugd
Hij was het eerste kind van Lorenz en Astrid van België, en kreeg de niet erkende voormalige Oostenrijkse titels van zijn vader, volgens de Habsburgse huiswetten. De Belgische (Salische) wetgeving was nog steeds van kracht, en ontzegde Amedeo de titels langs moederszijde. Hij is het oudste kleinkind van koning Albert II en koningin Paola van België. Zijn grootmoeder koningin Paola werd meter en zijn oom Filip peter. Hij werd gedoopt door kardinaal Danneels.
In 2001 werd hij door zijn peter uitgenodigd het peterschap van diens eerstgeboren dochter prinses Elisabeth te willen aanvaarden. Ze werd eveneens door kardinaal Danneels gedoopt.

## Habsburger en Belg
Prins Amedeo behoort tot de dynastie Habsburg en is een achterkleinzoon van de zalige Karel I van Oostenrijk. Hij zal zijn vader opvolgen als hoofd van de tak Oostenrijk-Este.
Langs moederszijde is hij een afstammeling van koning Leopold I van België. De grondwetswijziging van 21 juni 1991 (art. 85), die de Salische Wet afschafte, had hem als Belgische prins een plaats verleend in de Belgische troonopvolging. Zijn Belgische titel heeft voortaan voorrang genomen op zijn Habsburgse titels. Hij is zesde in de lijn van de Belgische troonopvolging.
In 2004 woonde hij de zaligverklaring van zijn overgrootvader bij in het Vaticaan. Later werd hij, samen met zijn grootouders, ontvangen in audiëntie door paus Benedictus XVI.

## Opleiding
Hij heeft school gelopen eerst in het Nederlands op het Brusselse Jezuïetencollege Sint-Jan Berchmans en vervolgens in het Engels op Sevenoaks School, een bekende Britse kostschool in Sevenoaks (Kent).
In augustus 2004 werd hij ingeschreven aan de Koninklijke Militaire School. Na een opleiding in het kamp Elsenborn in Elsenborn volgde hij de theoretische lessen, een tactische opleiding in het Marokkaanse Atlasgebergte en een stage bij de paracommando's in Marche-les-Dames, waarna hij tot kandidaat-officier werd bevorderd. Hij is sinds zijn eedaflegging officier bij het regiment van de grenadiers. Tijdens een wederoproeping in Schaffen, behaalde hij zijn brevet van parachutist.
In 2006 begon hij met zijn studie aan de London School of Economics waar hij een 'bachelor' behaalde. Tijdens de vakanties deed hij stages, onder meer bij een staalbedrijf in China.

## Beroepsloopbaan
Na beëindiging van zijn studies werkte Amedeo een jaar in Chili, eerst voor een niet-gouvernementele organisatie die zich bezighoudt met microkredieten en vervolgens in een centrum voor daklozen.
In september 2009 trad hij in dienst als analist bij Deloitte in New York.
In 2013 werd hij opnieuw student, met als doel het verwerven van een MBA aan de Columbia University. Een jaar later startte hij bij McKinsey & Company in Brussel.

## Verloving en huwelijk
Prins Amedeo heeft zich op 15 februari 2014 verloofd met Elisabetta Maria Rosboch von Wolkenstein.
Op 14 februari waren ze een van de 10.000 verloofde koppels die op Valentijnsdag op het Sint-Pietersplein door paus Franciscus werden toegesproken. De dag daarop werd in Brussel de familiebijeenkomst gehouden waarop de verloving werd bekendgemaakt.
Elisabetta werd geboren in Rome op 9 september 1987, als enig kind van Ettore Rosboch von Wolkenstein en van Lilia de Smecchia. Na haar middelbare studies in Rome aan het Franse Lycée Chateaubriand, behaalde ze in 2005 haar einddiploma in economische en sociale Wetenschappen. In 2006 studeerde ze literatuur en film aan de Queen Mary University of London en behaalde een Bachelor of Arts in 2009. Vanaf september 2009 werd ze journaliste bij Bloomberg News in New York, waar ze de actualiteit over kunst en cultuur volgt. Ze schrijft artikels over tentoonstellingen en neemt interviews af van artiesten en personaliteiten uit de culturele wereld.
Het huwelijk vond plaats in Rome op 5 juli 2014 in de basiliek van Santa Maria in Trastevere. Kardinaal Danneels officieerde.
Op 17 mei 2016 werd hij de vader van een dochter, Anna-Astrid. Op 6 september 2019 werd hij vader van een zoon, Maximilian. Op 2 september 2023 werd hij vader van een dochter, Alix.

## Lijn van de Belgische troonopvolging
Prins Amedeo was niet bij zijn geboorte opgenomen in de lijn van opvolging van de Belgische troon. In 1991 werd aan alle afstammelingen van de prins van Luik de titel 'prins van België' of 'prinses van België' verleend. Dit was een wijziging aan het Koninklijk Besluit van 1891 waarbij deze titels enkel langs de mannelijke afstamming werden verleend. Dit gold voortaan voor de kinderen van aartshertog Lorenz en prinses Astrid. Deze beslissing werd genomen door de regering van Jean-Luc Dehaene.
Dit Koninklijk Besluit was een logisch gevolg van de grondwetswijziging (artikel 85) van 21 juni 1991, waarbij de Salische Wet werd afgeschaft. Hierdoor verkreeg Amedeo een plaats als Belgisch troonopvolger, na zijn moeder. Door deze wijziging kwamen hij en zijn broer en zussen voor hun oom prins Laurent op de lijst. De kinderen van aartshertog Lorenz kwamen voortaan wettelijk in aanmerking voor opvolging op de Belgische troon.
Hij vroeg voor zijn huwelijk geen formele toestemming aan koning Filip, waardoor zijn recht op de troon toen verviel. De prins nam deze beslissing naar verluidt bewust. Op 20 september 2015 vroeg hij alsnog instemming voor het huwelijk. Hij heeft dit van zijn oom koning Filip (en van de regering) verkregen met het Koninklijk Besluit van 12 november 2015, dat met terugwerkende kracht geldt vanaf de dag voor het huwelijk., alhoewel de Grondwet (art. 85, derde alinea) voorziet dat na het huwelijk alleen het Parlement de prins in zijn recht van opvolging kan herstellen.

## Titulatuur
De aanspreking van de prins luidt:
- 1986-1991, geen officiële of erkende titels: Zijne Keizerlijke en Koninklijke Hoogheid Aartshertog Amedeo van Oostenrijk-Este.
- vanaf 1991: Zijne Koninklijke Hoogheid Prins Amedeo van België.

De overige titels die hij bezit zijn wettelijk niet erkend. Deze titels worden wel internationaal gebruikt en binnen het keizerlijk huis Habsburg-Lotharingen-Este. Het is volgens de wet Belgen immers verboden andere buitenlandse titels te dragen.

## Kwartierstaat
| Amedeo prins van België aartshertog van Oostenrijk-Este (1986- ) | Vader: Lorenz aartshertog van Oostenrijk-Este (1955- ), prins van België (1995) | Grootvader: Robert aartshertog van Oostenrijk-Este (1915-1996)                    | Overgrootvader: Karel I keizer van Oostenrijk, koning van Hongarije (1887-1922)              |
| Amedeo prins van België aartshertog van Oostenrijk-Este (1986- ) | Vader: Lorenz aartshertog van Oostenrijk-Este (1955- ), prins van België (1995) | Grootvader: Robert aartshertog van Oostenrijk-Este (1915-1996)                    | Overgrootmoeder: Zita prinses van Bourbon-Parma, Keizerin van Oostenrijk (1892-1989)         |
| Amedeo prins van België aartshertog van Oostenrijk-Este (1986- ) | Vader: Lorenz aartshertog van Oostenrijk-Este (1955- ), prins van België (1995) | Grootmoeder: Margherita hertogin van Savoye-Aosta (1930-2022)                     | Overgrootvader: Amedeo 3e Hertog van Aosta, prins van Savoie (1898-1942)                     |
| Amedeo prins van België aartshertog van Oostenrijk-Este (1986- ) | Vader: Lorenz aartshertog van Oostenrijk-Este (1955- ), prins van België (1995) | Grootmoeder: Margherita hertogin van Savoye-Aosta (1930-2022)                     | Overgrootmoeder: Anna prinses van Bourbon-Orléans (1906-1986)                                |
| Amedeo prins van België aartshertog van Oostenrijk-Este (1986- ) | Moeder: Astrid prinses van België (1962- )                                      | Grootvader: Albert II Zesde koning der Belgen (1934- )                            | Overgrootvader: Leopold III Vierde koning der Belgen (1901-1983)                             |
| Amedeo prins van België aartshertog van Oostenrijk-Este (1986- ) | Moeder: Astrid prinses van België (1962- )                                      | Grootvader: Albert II Zesde koning der Belgen (1934- )                            | Overgrootmoeder: Astrid Prinses van Zweden, Vierde Koningin der Belgen (1905-1935)           |
| Amedeo prins van België aartshertog van Oostenrijk-Este (1986- ) | Moeder: Astrid prinses van België (1962- )                                      | Grootmoeder: Paola, Prinses Ruffo di Calabria, Zesde Koningin der Belgen (1937- ) | Overgrootvader: Fulco prins Ruffo di Calabria, 6de hertog van Guardia-Lombardije (1884-1946) |
| Amedeo prins van België aartshertog van Oostenrijk-Este (1986- ) | Moeder: Astrid prinses van België (1962- )                                      | Grootmoeder: Paola, Prinses Ruffo di Calabria, Zesde Koningin der Belgen (1937- ) | Overgrootmoeder: Luisa gravin Gazelli di Rossana e di Sebastiano 1896-1989)                  |